# Ouville-l'Abbaye
Ouville-l'Abbaye és un municipi francès situat al departament del Sena Marítim i a la regió de Normandia. L'any 2007 tenia 621 habitants.

## Demografia

### Població
El 2007 la població de fet d'Ouville-l'Abbaye era de 621 persones. Hi havia 208 famílies de les quals 25 eren unipersonals (17 homes vivint sols i 8 dones vivint soles), 58 parelles sense fills, 108 parelles amb fills i 17 famílies monoparentals amb fills.
La població ha evolucionat segons el següent gràfic:
Habitants censats

### Habitatges
El 2007 hi havia 226 habitatges, 209 eren l'habitatge principal de la família, 13 eren segones residències i 4 estaven desocupats. Tots els 222 habitatges eren cases. Dels 209 habitatges principals, 189 estaven ocupats pels seus propietaris, 19 estaven llogats i ocupats pels llogaters i 1 estava cedit a títol gratuït; 2 tenien dues cambres, 14 en tenien tres, 32 en tenien quatre i 160 en tenien cinc o més. 189 habitatges disposaven pel capbaix d'una plaça de pàrquing. A 86 habitatges hi havia un automòbil i a 113 n'hi havia dos o més.

### Piràmide de població
La piràmide de població per edats i sexe el 2009 era:
| Homes | Edats   | Dones |
| ----- | ------- | ----- |
| 0     | 95 o +  | 0     |
| 0     | 90 a 94 | 0     |
| 4     | 85 a 89 | 4     |
| 0     | 80 a 84 | 4     |
| 8     | 75 a 79 | 0     |
| 0     | 70 a 74 | 12    |
| 8     | 65 a 69 | 4     |
| 12    | 60 a 64 | 12    |
| 16    | 55 a 59 | 12    |
| 24    | 50 a 54 | 24    |
| 24    | 45 a 49 | 24    |
| 8     | 40 a 44 | 24    |
| 24    | 35 a 39 | 24    |
| 24    | 30 a 34 | 20    |
| 20    | 25 a 29 | 12    |
| 16    | 20 a 24 | 8     |
| 36    | 15 a 19 | 44    |
| 28    | 10 a 14 | 28    |
| 12    | 5 a 9   | 12    |
| 4     | 0 a 4   | 28    |

## Economia
El 2007 la població en edat de treballar era de 436 persones, 327 eren actives i 109 eren inactives. De les 327 persones actives 299 estaven ocupades (169 homes i 130 dones) i 27 estaven aturades (14 homes i 13 dones). De les 109 persones inactives 39 estaven jubilades, 38 estaven estudiant i 32 estaven classificades com a «altres inactius».

### Ingressos
El 2009 a Ouville-l'Abbaye hi havia 213 unitats fiscals que integraven 628 persones, la mediana anual d'ingressos fiscals per persona era de 18.453 €.

### Activitats econòmiques
Dels 12 establiments que hi havia el 2007, 1 era d'una empresa de fabricació d'altres productes industrials, 5 d'empreses de construcció, 2 d'empreses de comerç i reparació d'automòbils, 1 d'una empresa d'hostatgeria i restauració, 2 d'empreses financeres i 1 d'una entitat de l'administració pública.
Dels 3 establiments de servei als particulars que hi havia el 2009, 1 era una fusteria, 1 lampisteria i 1 electricista.
L'any 2000 a Ouville-l'Abbaye hi havia 15 explotacions agrícoles que ocupaven un total de 448 hectàrees.

## Equipaments sanitaris i escolars
El 2009 hi havia una escola elemental integrada dins d'un grup escolar amb les comunes properes formant una escola dispersa.

## Poblacions més properes
El següent diagrama mostra les poblacions més properes.